# Elektromechanický filtr

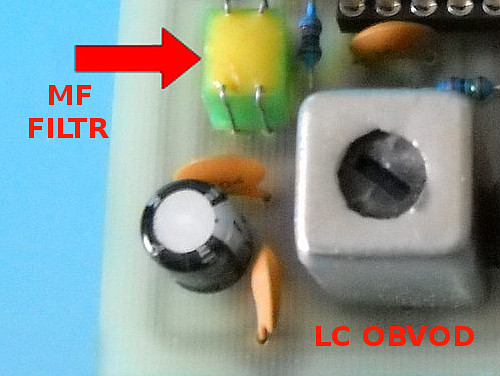
Obr. 1: Piezokeramický filtr 455 kHz.

Elektromechanický filtr, popř. mechanický filtr (angl. mechanical filter) využívá při své činnosti mechanické kmity. Obsahuje mechanické rezonátory, které jsou spojeny vhodným druhem vazby. Často se používá jako pásmová propust v radiopřijímačích, televizorech a dalších zařízeních.

## Historie

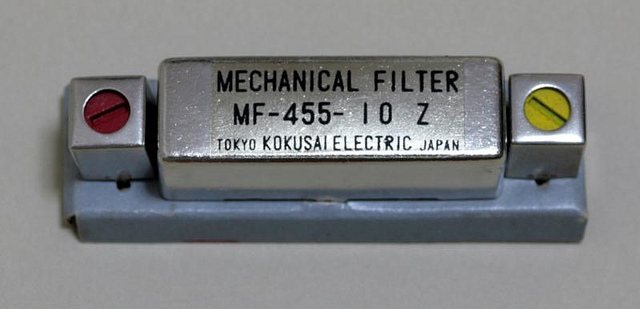
Obr. 2: Filtr se střední frekvencí 455 kHz jako součást modulu pro mezifrekvenční zesilovač přijímače SSB.

Mechanický filtr (bez elektromechanického měniče) byl poprvé použit v roce 1920 v gramofonu. Roku 1950 se používaly filtry s elektromechanickým měničem ve formě modulů v mezifrekvenčních zesilovačích některých tehdejších radiopřijímačů (obr. 2). Radiopřijímač japonské společnosti Matsushita, který měl mezifrekvenční zesilovač osazen dvěma keramickými filtry se střední frekvencí 455 kHz, byl představen jako novinka na výstavě elektronických součástek v Paříži roku 1966.
V bývalém Československu se v té době vyráběly magnetostrikční filtry typu WK 850 01 se střední frekvencí 468 kHz. Výrobu filtrů zajišťovala TESLA Blatná. Používaly se v malých radiostanicích a v letech 1970 až 1973 jimi byly osazovány mezifrekvenční zesilovače kapesních rozhlasových přijímačů TESLA IN70, resp. TESLA Iris.
Následně TESLA Hradec Králové vyvinula a vyráběla piezokeramické filtry, jako např. SK 854 15 a SK 854 60, oba se střední frekvencí 465 kHz. Od roku 1980 potom vyráběla mj. piezokeramické filtry MLF 10,7-250 (střední frekvence 10,7 MHz), určené pro mezifrekvenční zesilovače rozhlasových přijímačů s pásmem VKV.

## Princip činnosti
Mechanické rezonátory funkčně odpovídají rezonančním obvodům, tvořeným prvky RLC. Podle elektromechanické analogie hmotnost odpovídá indukčnosti, poddajnost pružiny odpovídá kapacitě a mechanický odpor odpovídá elektrickému odporu.
| Mechanická soustava | Vztah                                            | Mechanická impedance                             | Elektrická soustava | Elektrická impedance                         |
| ------------------- | ------------------------------------------------ | ------------------------------------------------ | ------------------- | -------------------------------------------- |
| Poddajnost c        | {\displaystyle c={\Delta l \over F}}             | {\displaystyle Z={1 \over \mathrm {j} \omega c}} | Kapacita C          | {\displaystyle Z_{e}={1 \over j\omega C}}    |
| Hmotnost m          | {\displaystyle m={\frac {F}{dv/dt}}={F \over a}} | {\displaystyle Z=\mathrm {j} \omega m\,}         | Indukčnost L        | {\displaystyle Z_{e}=\mathrm {j} \omega L\,} |
| Mechanický odpor r  | {\displaystyle r={F \over v}}                    | {\displaystyle Z=D\,}                            | Odpor R             | {\displaystyle Z_{e}=R\,}                    |

Charakteristika filtru je dána počtem rezonátorů a jejich vzájemnými vazbami. Elektromechanický filtr má ve vstupní části elektromechanický měnič, převádějící vstupní elektrické kmity signálu na mechanické kmity, potřebné pro činnost filtru. Měnič na výstupu filtru převádí mechanické kmity zpět na elektrické. Elektromechanický měnič může pracovat na magnetostrikčním, elektromagnetickém či piezoelektrickém principu.

## Magnetostrikční filtr
Magnetostrikční filtr je založen na využití tzv. magnetostrikčního jevu, při němž u magnetostrikčních materiálů ve střídavém elektromagnetickém poli dochází ke změnám objemu. Pokud bude takový materiál vystaven periodicky se měnícímu magnetickému poli, vzniknou nucené mechanické kmity.
Z praktického hlediska filtr funguje tak, že vstupní signál budí prostřednictvím cívky kmity ve feritovém rezonátoru, který je vyroben z magnetostrikčního feritu a naladěn broušením feritového materiálu na požadovanou rezonanční frekvenci (např. 468 kHz). Tímto způsobem je zajištěn převod elektrického signálu na mechanické kmity. Kmity se přenášejí prostřednictvím vazebního členu, např. kovového, na další rezonátor. Na výstupním rezonátoru jsou mechanické kmity snímány cívkou, čímž dojde k převodu na elektrický signál.

## Magnetomechanický filtr
Magnetomechanický filtr využívá tzv. magnetomechanický jev, při němž u feromagnetických materiálů ve střídavém magnetickém poli dochází ke změnám objemu a tím ke vzniku mechanických kmitů. Magnetomechanický jev je podobný magnetostrikčnímu jevu. Vstupní elektrický signál se přivádí do cívky magnetického obvodu, který změní signál na mechanické kmity, jenž se dále šíří přesně opracovaným materiálem a nakonec budí výstupní elektromagnetický obvod, kde dojde k přeměně mechanických kmitů na elektrický signál. Filtry jsou vhodné např. k použití v krátkovlnných přijímačích pro signály A1, popř. SSB, jako telegrafní filtry, apod.

## Piezokeramický filtr
Piezokeramický filtr, též piezoelektrický filtr či piezoelektrický keramický filtr, někdy označovaný jen jako keramický filtr, využívá ke své činnosti tzv. piezoelektrický jev, při němž střídavé elektrické pole vybudí u piezokeramického materiálu mechanické kmity.
Filtr může být vyroben monolitickou technologií (podobně jako se vyrábí např. integrované obvody) na jedné destičce z piezokeramického materiálu. V rezonančních oblastech jsou vakuově napařené kovové elektrody. Přivedením elektrického signálu na vstupní elektrody filtru dojde v důsledku piezoelektrického jevu ke vzniku mechanického kmitání, které vyvolá akustický signál. Akustickou vazbou se signál dostane na další rezonanční oblast, kde je vlivem elektrostrikce (opak piezoelektrického jevu) převeden zpět na elektrický signál. Tento signál se vhodným druhem vazby, např. kapacitní vazbou, přivádí na další rezonanční oblast. Z ní se akustickou vazbou dostane na poslední rezonanční oblast, kde proběhne transformace na výstupní elektrický signál. Při požadavku na vysokou selektivitu filtru mohou být přidány další rezonanční oblasti.
Často se používá jako pásmová propust v mezifrekvenčních obvodech radiopřijímačů pro příjem amplitudově modulovaných signálů (střední frekvence filtru 450 kHz až 470 kHz) i frekvenčně modulovaných signálů (střední frekvence filtru 10,7 MHz), v obvodech zvuku televizních přijímačů (střední frekvence filtru 5,5 MHz, resp. 6,5 MHz).

## Poznámka
Některé obvody televizních přijímačů a různá další zařízení, jako jsou např. mobilní telefony, satelitní přijímače, apod., vyžadují filtry schopné pracovat na vysokých frekvencích. Tomuto požadavku vyhovuje filtr s povrchovou akustickou vlnou (filtr SAW), který bývá řazen do jiné kategorie filtrů. V důsledku piezoelektrického jevu v něm také vnikají mechanické kmity, ale podstatná je zde rezonance povrchové akustické vlny (PAV). Na rozdíl od  výše uvedených filtrů může filtr SAW pracovat i v oblasti velmi vysokých frekvencí, přibližně od 30 MHz až do 2800 MHz.

## Vlastnosti filtrů

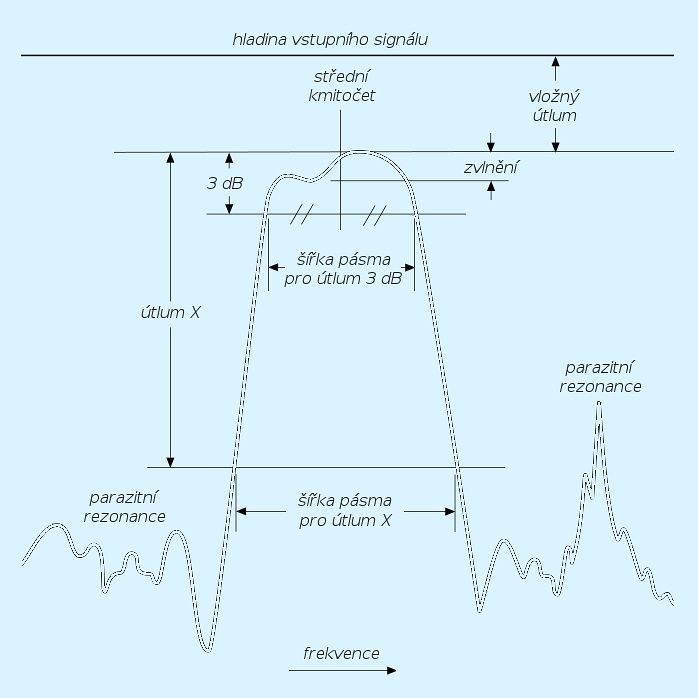
Obr. 3: Možná křivka propustnosti piezokeramického filtru.

Pásmová propust ve formě elektromechanického filtru může při malých rozměrech a malé hmotnosti mít velmi dobré parametry – strmé boky charakteristiky a nízký útlum v propustném pásmu (vložný útlum). Proto se dá úspěšně použít pro získání selektivity např. v mezifrekvenčních zesilovačích radiopřijímačů s nepřímým zesílením – superhetů. Při aplikaci je třeba počítat s tím, že všechny mechanické filtry mají také parazitní rezonance, jak ukazuje obr. 3. Proto se někdy filtry používají v kombinaci s klasickými rezonančními obvody LC, které současně mohou zajistit vhodné impedanční přizpůsobení filtru (obr. 1).

## Některé pojmy a definice
- Jmenovitá frekvence [kHz, MHz] – Stanovená jmenovitá střední frekvence pásmové propusti nebo pásmové zádrže.
- Propustné pásmo [kHz] – Minimální šířka propustného pásma na určitém útlumu (např. 3 dB).
- Vložný útlum [dB] – Logaritmický poměr výkonu, dodaného do zatěžovací impedance před vložením filtru, k výkonu, dodaného do zatěžovací impedance po vložení filtru.
- Zvlnění v propustném pásmu [dB] – Rozdíl mezi maximální a minimální hodnotou útlumu v propustném pásmu filtru.
- Parazitní rezonance [dB] – Minimální útlum, vyvolaný mimořádnou odezvou v potlačeném pásmu.
- Zakončovací impedance [Ω/pF] – Stanovené impedance na vstupu a výstupu filtru (obvykle definované jako paralelní kombinace odporu a kapacity).[11]